# إي. جاي بيرت
إي. جاي بيرت (بالإنجليزية: E. J. Burt)‏ هو لاعب كرة قدم أمريكية أمريكي، ولد في 22 أكتوبر 1977 في آكرون في الولايات المتحدة.